# Seppe Willems
Seppe Willems (19 oktober 1999) is een Belgisch basketballer.

## Carrière
Willems speelde in de jeugd van Sobabee Zwijndrecht en de Antwerp Giants. Willems speelde lange tijd voor de tweede ploeg van de Giants. Hij maakte zijn debuut bij de eerste ploeg in het seizoen 2020/21, hij speelde toen drie wedstrijden op het hoogste niveau. Het seizoen erop kreeg hij geen speelkansen in de eerste ploeg en speelde enkel voor de tweede ploeg. In het seizoen 2022/23 speelde hij opnieuw enkele wedstrijden voor de eerste ploeg en kreeg aan het einde van het seizoen de kans om voor het volgende seizoen naar de eerste ploeg over te stappen.
In de zomer van 2024 maakte hij de overstap naar Kangoeroes Mechelen.

## Erelijst
- Kampioen derde klasse: 2022
- Belgische bekerwinnaar: 2023
- BNXT League-kampioen: 2025